# ケイトリン・ウィーバー
ケイトリン・エリザベス・ウィーバー（英語: Kaitlyn Elizabeth Weaver, 1989年4月12日 - ）は、アメリカ合衆国出身アメリカ、カナダの女性フィギュアスケート(アイスダンス)選手。パートナーはアンドリュー・ポジェなど。
2014年ソチオリンピック、2018年平昌オリンピックカナダ代表。2014年世界選手権2位。2014年、2015年グランプリファイナル優勝。2010年、2015年四大陸選手権優勝。

## 経歴

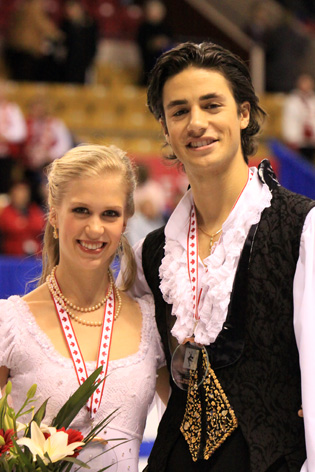
2009年スケートカナダ

テキサス州のヒューストンに生まれ、5歳でスケートを始めた。6歳のころにアイスダンスに転向し、チャールズ・クラーベイとカップルを結成。2005年全米選手権ノービスクラスで2位となり、2005-2006シーズンからアメリカ代表としてISUジュニアグランプリに参戦したが、同シーズン終了後にカップルは解散、新たにアンドリュー・ポジェとカップルを結成した。
2006-2007シーズンからカナダ代表としてISUジュニアグランプリに出場。JGP台湾杯とJGPリベレツでともに3位となり、2007年カナダ選手権にはシニアクラスで出場して3位となった。この結果によりシニアクラスの2007年世界選手権とジュニアクラスの世界ジュニア選手権代表に選出された。世界ジュニア選手権では、初出場ながら3位となったものの、世界選手権では20位に終わった。
2007-2008シーズンからシニアクラスに本格的に移行し、ISUグランプリシリーズに参戦。2008年カナダ選手権では2位となり、2008年世界選手権および2008年四大陸選手権代表に選出された。初出場の2008年四大陸選手権では自己最高得点をマークし、5位入賞を果たした。
2009-2010シーズン、グランプリシリーズスケートカナダで3位になりシニアの国際大会で初めて表彰台に上った。カナダ選手権では2位とわずか0.3の僅差で敗れ、バンクーバーオリンピックには出場できなかったものの、四大陸選手権ではISU選手権で国際競技会初優勝を果たした。
2010-2011シーズン、グランプリシリーズNHK杯で2位となった。スケートカナダの成績との合計で初のグランプリファイナルへの出場を決めた。3年ぶりの出場となった世界選手権ではSDで髪の毛がほどけるトラブルがあったものの、ミス無く滑りきり、それまでの最高位を大きく超える5位入賞を果たした。キス・アンド・クライでは東日本大震災で被災した日本のファンへ向けてのメッセージを書いたボードを掲げていた。
2011-2012シーズン、グランプリファイナルと世界選手権以外の全ての大会で表彰台に乗った。世界選手権ではメダルまであと一歩の4位になり、昨年よりも1つ順位を上げた。同シーズンより同じ、パスカーレ・カメレンゴとアンジェリカ・クリロワの元に移籍したナタリー・ペシャラ/ファビアン・ブルザが演技を終えた直後には、メダルを争っていたのにもかかわらず、彼らの元に駆け寄り祝福のハグをした。
2012-2013シーズン、グランプリシリーズでは2戦ともに3位で、3年連続のグランプリファイナル出場とはならなかった。12月14日の練習中に左足首を負傷したため、12月18日には手術を行った。世界選手権では5位。国別対抗戦には初出場で2位。フリーダンスの当日が誕生日だったため、会場からは祝福を受けた。
2013-2014シーズン、グランプリシリーズでは2戦ともに2位でグランプリファイナルでは5位となった。ソチオリンピックでは7位。世界選手権ではSD2位、FDでは3位となり1位に0.02に迫る僅差で銀メダルを獲得した。
2014-2015シーズン、スケートカナダでグランプリシリーズ初優勝。NHK杯でも優勝し、全体の2位の成績でグランプリファイナルへの進出を決めた。グランプリファイナルではSD、FDともに自己ベストを更新し優勝。カナダのカップルの優勝は自身の振付師でもあるシェイ＝リーン・ボーンがヴィクター・クラーツと共に優勝した2001-2002シーズン以来のことである。カナダ選手権は初優勝。続く四大陸選手権では2010年大会以来5年ぶり2度目の優勝。世界選手権では銅メダルを獲得した。
2015-2016シーズンもグランプリシリーズで連勝。グランプリファイナルでは連覇を果たした。しかし、四大陸選手権では、グランプリファイナルで勝利したアメリカの2組に破れ3位。世界選手権では5位となり、3年ぶりに表彰台に立つことができなかった。
2016-2017シーズンからは、メインコーチをニコライ・モロゾフに変更した。
2017-2018シーズン、スケートカナダでは2位。フランス国際ではSDのシークエンシャルツイズルの失敗が響き4位となった。グランプリシリーズで表彰台を逃すのは7年ぶりとなる。カナダ選手権では、ポジェがSDのシークエンシャルツイズルで転倒し4位発進。FDで巻き返すも前年から順位を落として3位となった。平昌オリンピックは前大会と同じ7位。世界選手権では3年ぶりに銅メダルを獲得した。
2018-2019シーズン、FDの演目に"S.O.S. d'un terrien en détresse"を選択した。これはデニス・テン主催のアイスショーに出演し、テンの演技を目にした際に影響を受けたものだった。7月18日にテンが殺人事件により急逝してからは演目の変更を考えたものの、トリビュートとして滑ることを決断した。オータムクラシックで優勝した後は、グランプリシリーズの出場を回避しアイスショーへ参加した。カナダ選手権では3年ぶりに優勝。四大陸選手権では銀メダルを獲得した。世界選手権では5位となった。
2021年6月、クィアだとカミングアウトした。

## 主な戦績
- アンドリュー・ポジェとのカップル(カナダ所属)

| 大会/年              | 2006 -07 | 2007 -08 | 2008 -09 | 2009 -10 | 2010 -11 | 2011 -12 | 2012 -13 | 2013 -14 | 2014 -15 | 2015 -16 | 2016 -17 | 2017 -18 | 2018 -19 |
| -------------------- | -------- | -------- | -------- | -------- | -------- | -------- | -------- | -------- | -------- | -------- | -------- | -------- | -------- |
| 冬季オリンピック     |          |          |          |          |          |          |          | 7        |          |          |          | 7        |          |
| 世界選手権           | 20       | 17       |          |          | 5        | 4        | 5        | 2        | 3        | 5        | 4        | 3        | 5        |
| 四大陸選手権         |          | 5        | 5        | 1        | 4        | 3        |          |          | 1        | 3        | 5        |          | 2        |
| 世界国別対抗戦       |          |          |          |          |          |          | T2/P2    |          | T4/P1    |          | T4/P1    |          | T5/P4    |
| カナダ選手権         | 3        | 2        | 3        | 3        | 2        | 2        |          | 2        | 1        | 1        | 2        |          | 1        |
| GPファイナル         |          |          |          |          | 5        | 4        |          | 5        | 1        | 1        |          |          |          |
| GP中国杯             |          |          | 6        | 6        |          |          | 3        |          |          |          | 2        |          |          |
| GPロステレコム杯     |          |          |          |          |          | 2        |          | 2        |          | 1        | 3        |          |          |
| GPスケートカナダ     |          | 6        |          | 3        |          | 2        |          | 2        | 1        | 1        |          | 2        |          |
| GPNHK杯              |          |          | 7        |          | 2        | 2        |          |          | 1        |          |          |          |          |
| GPスケートアメリカ   |          |          |          |          | 4        |          | 3        |          |          |          |          |          |          |
| GPフランス国際       |          | 7        |          |          |          |          |          |          |          |          |          | 4        |          |
| CSオータムクラシック |          |          |          |          |          |          |          |          |          |          |          | 2        | 1        |
| CSフィンランディア杯 |          |          |          |          |          |          |          |          |          | 1        |          |          |          |
| CSネーベルホルン杯   |          |          |          |          |          |          |          |          | 1        |          |          |          |          |
| USクラシック         |          |          |          |          |          |          |          | 2        |          |          |          |          |          |
| ネペラ記念           |          |          |          |          |          |          | 1        |          |          |          |          |          |          |
| 世界Jr.選手権        | 3        |          |          |          |          |          |          |          |          |          |          |          |          |
| JGPリベレツ          | 3        |          |          |          |          |          |          |          |          |          |          |          |          |
| JGP台湾杯            | 3        |          |          |          |          |          |          |          |          |          |          |          |          |

- チャールズ・クラーベイとのカップル(アメリカ合衆国)

| 大会/年         | 2005-06 |
| --------------- | ------- |
| 全米選手権      | 4 J     |
| JGPクロアチア杯 | 5       |
| JGPアンドラ杯   | 5       |

### 詳細
| 2018-2019 シーズン   |                                                            |         |          |          |
| 開催日               | 大会名                                                     | RD      | FD       | 結果     |
| 2019年3月20日 - 24日 | 2019年世界フィギュアスケート選手権（さいたま）             | 5 82.84 | 5 122.78 | 5 205.62 |
| 2019年2月5日 - 10日  | 2019年四大陸フィギュアスケート選手権（アナハイム）         | 3 80.56 | 3 123.37 | 2 203.93 |
| 2019年1月18日 - 20日 | カナダフィギュアスケート選手権（セントジョン）             | 1 85.19 | 2 128.59 | 1 213.78 |
| 2018年9月20日 - 22日 | ISUチャレンジャーシリーズ オータムクラシック（オークビル） | 1 76.53 | 1 120.74 | 1 197.27 |

| 2017-2018 シーズン    |                                                               |         |          |          |
| 開催日                | 大会名                                                        | SD      | FD       | 結果     |
| 2018年3月21日 - 25日  | 2018年世界フィギュアスケート選手権（ミラノ）                  | 3 78.31 | 4 114.04 | 3 192.35 |
| 2018年2月19日 - 20日  | 2018年平昌オリンピック（平昌）                                | 8 74.33 | 7 107.65 | 7 181.98 |
| 2017年10月27日 - 29日 | ISUグランプリシリーズスケートカナダ（レジャイナ）             | 2 77.47 | 3 112.54 | 2 190.01 |
| 2017年9月20日 - 23日  | ISUチャレンジャーシリーズオータムクラシック（ピエールフォン） | 2 69.32 | 2 104.24 | 2 173.56 |

| 2016-2017 シーズン     |                                                  |         |          |                   |
| 開催日                 | 大会名                                           | SD      | FD       | 結果              |
| 2017年4月20日 - 23日   | 2017年世界フィギュアスケート国別対抗戦（東京）   | 2 76.73 | 1 113.83 | 4 団体 （190.56） |
| 2017年3月27日 - 4月2日 | 2017年世界フィギュアスケート選手権（ヘルシンキ） | 6 74.84 | 6 109.97 | 4 184.81          |
| 2017年2月14日 - 19日   | 2017年四大陸フィギュアスケート選手権（江陵）     | 5 71.15 | 4 108.94 | 5 180.09          |
| 2017年1月16日 - 22日   | カナダフィギュアスケート選手権（オタワ）         | 2 78.92 | 2 113.98 | 2 192.90          |
| 2016年11月18日 - 20日  | ISUグランプリシリーズ 中国杯（北京）             | 1 73.78 | 2 107.76 | 2 181.54          |
| 2016年11月4日 - 6日    | ISUグランプリシリーズ ロステレコム杯（モスクワ） | 3 69.81 | 2 108.76 | 3 178.57          |

| 2015-2016 シーズン       |                                                          |         |          |          |
| 開催日                   | 大会名                                                   | SD      | FD       | 結果     |
| 2016年4月22日 - 24日     | 2016年コーセー・チームチャレンジカップ（スポケーン）     | -       | 1 111.56 | 1 団体   |
| 2016年3月26日 - 4月3日   | 2016年世界フィギュアスケート選手権（ボストン）           | 4 71.83 | 5 110.18 | 5 182.01 |
| 2016年2月16日 - 21日     | 2016年四大陸フィギュアスケート選手権（台北）             | 2 72.42 | 4 101.43 | 3 173.85 |
| 2016年1月18日 - 24日     | カナダフィギュアスケート選手権（ハリファックス）         | 1 76.20 | 1 115.53 | 1 191.73 |
| 2015年12月9日 - 13日     | 2015/2016 ISUグランプリファイナル（バルセロナ）          | 1 72.75 | 1 109.91 | 1 182.66 |
| 2015年11月20日 - 22日    | ISUグランプリシリーズ ロステレコム杯（モスクワ）         | 1 69.49 | 1 104.09 | 1 173.58 |
| 2015年10月30日 - 11月1日 | ISUグランプリシリーズ スケートカナダ（レスブリッジ）     | 1 68.00 | 1 105.79 | 1 173.79 |
| 2015年10月9日 - 11日     | ISUチャレンジャーシリーズ フィンランディア杯（エスポー） | 1 65.13 | 1 96.54  | 1 161.67 |

| 2014-2015 シーズン       |                                                                  |         |          |          |
| 開催日                   | 大会名                                                           | SD      | FD       | 結果     |
| 2015年4月16日 - 19日     | 2015年世界フィギュアスケート国別対抗戦（東京）                   | 1 73.14 | 2 109.79 | 4 団体   |
| 2015年3月23日 - 29日     | 2015年世界フィギュアスケート選手権（上海）                       | 2 72.68 | 3 106.74 | 3 179.42 |
| 2015年2月9日 - 15日      | 2015年四大陸フィギュアスケート選手権（ソウル）                   | 3 68.31 | 1 109.15 | 1 177.46 |
| 2015年1月19日 - 25日     | カナダフィギュアスケート選手権（キングストン）                   | 1 76.26 | 1 111.62 | 1 187.88 |
| 2014年12月11日 - 14日    | 2014/2015 ISUグランプリファイナル（バルセロナ）                  | 1 71.34 | 1 109.80 | 1 181.14 |
| 2014年11月28日 - 30日    | ISUグランプリシリーズ NHK杯（門真）                              | 1 67.51 | 1 101.91 | 1 169.42 |
| 2014年10月31日 - 11月2日 | ISUグランプリシリーズ スケートカナダ（ケロウナ）                 | 1 68.61 | 1 102.49 | 1 171.10 |
| 2014年9月24日 - 27日     | ISUチャレンジャーシリーズ ネーベルホルン杯（オーベルストドルフ） | 1 65.59 | 2 99.73  | 1 165.32 |

| 2013-2014 シーズン    |                                                            |         |          |          |
| 開催日                | 大会名                                                     | SD      | FD       | 結果     |
| 2014年3月24日 - 30日  | 2014年世界フィギュアスケート選手権（さいたま）             | 2 69.20 | 3 106.21 | 2 175.41 |
| 2014年2月6日 - 22日   | ソチオリンピック（ソチ）                                   | 7 65.93 | 5 103.18 | 7 169.11 |
| 2014年1月9日 - 15日   | カナダフィギュアスケート選手権（オタワ）                   | 2 72.68 | 2 110.86 | 2 183.54 |
| 2013年12月5日 - 8日   | 2013/2014 ISUグランプリファイナル（福岡）                  | 4 67.68 | 5 97.36  | 5 165.04 |
| 2013年11月22日 - 24日 | ISUグランプリシリーズ ロステレコム杯（モスクワ）           | 2 61.50 | 1 101.64 | 2 163.14 |
| 2013年10月25日 - 27日 | ISUグランプリシリーズ スケートカナダ（セントジョン）       | 2 70.35 | 2 104.88 | 2 175.23 |
| 2013年9月11日 - 15日  | 2013年USインターナショナルクラシック（ソルトレイクシティ） | 2 62.61 | 2 99.38  | 2 161.99 |

| 2012-2013 シーズン    |                                                    |         |         |          |
| 開催日                | 大会名                                             | SD      | FD      | 結果     |
| 2013年4月11日 - 14日  | 2013年世界フィギュアスケート国別対抗戦（東京）     | 2 62.42 | 2 97.66 | 2 160.08 |
| 2013年3月10日 - 17日  | 2013年世界フィギュアスケート選手権（ロンドン）     | 6 67.54 | 5 98.66 | 5 166.20 |
| 2012年11月2日 - 4日   | ISUグランプリシリーズ 中国杯（上海）               | 2 65.59 | 3 93.38 | 3 158.97 |
| 2012年10月19日 - 21日 | ISUグランプリシリーズ スケートアメリカ（ケント）   | 2 65.79 | 3 91.53 | 3 157.32 |
| 2012年10月3日 - 7日   | 2012年オンドレイネペラトロフィー（ブラチスラヴァ） | 1 63.77 | 1 97.61 | 1 161.38 |

| 2011-2012 シーズン     |                                                              |         |          |          |
| 開催日                 | 大会名                                                       | SD      | FD       | 結果     |
| 2012年3月26日 - 4月1日 | 2012年世界フィギュアスケート選手権（ニース）                 | 4 66.47 | 4 100.18 | 4 166.65 |
| 2012年2月9日 - 12日    | 2012年四大陸フィギュアスケート選手権（コロラドスプリングス） | 3 64.23 | 3 99.03  | 3 163.26 |
| 2012年1月16日 - 22日   | カナダフィギュアスケート選手権（モンクトン）                 | 2 68.27 | 2 106.26 | 2 174.53 |
| 2011年12月8日 - 11日   | 2011/2012 ISUグランプリファイナル（ケベック・シティー）      | 4 66.24 | 4 99.83  | 4 166.07 |
| 2011年11月25日 - 27日  | ISUグランプリシリーズ ロステレコム杯（モスクワ）             | 2 64.45 | 2 96.73  | 2 161.18 |
| 2011年11月11日 - 13日  | ISUグランプリシリーズ NHK杯（札幌）                          | 2 60.07 | 2 91.69  | 2 151.76 |
| 2011年10月28日 - 30日  | ISUグランプリシリーズ スケートカナダ（ミシサガ）             | 2 63.31 | 3 92.68  | 2 155.99 |

| 2010-2011 シーズン   |                                                        |         |         |         |          |
| 開催日               | 大会名                                                 | 予選    | SD      | FD      | 結果     |
| 2011年4月25日-5月1日 | 2011年世界フィギュアスケート選手権（モスクワ）         | 1 87.22 | 7 65.07 | 4 95.25 | 5 160.32 |
| 2011年2月15日-20日   | 2011年四大陸フィギュアスケート選手権（台北）           | -       | 3 65.45 | 4 85.69 | 4 151.14 |
| 2011年1月20日-23日   | カナダフィギュアスケート選手権（ビクトリア）           | -       | 2 65.64 | 2 97.54 | 2 163.18 |
| 2010年11月12日-14日  | ISUグランプリシリーズ スケートアメリカ（ポートランド） | -       | 3 59.48 | 4 82.86 | 4 142.34 |
| 2010年10月22日-24日  | ISUグランプリシリーズ NHK杯（名古屋）                  | -       | 2 58.69 | 3 82.88 | 2 141.57 |

| 2009-2010 シーズン     |                                                    |         |         |         |          |
| 開催日                 | 大会名                                             | CD      | OD      | FD      | 結果     |
| 2010年2月25日-31日     | 2010年四大陸フィギュアスケート選手権（全州）       | 1 32.67 | 1 48.42 | 1 85.07 | 1 166.16 |
| 2010年1月11日-17日     | カナダフィギュアスケート選手権（ロンドン）         | 3 36.87 | 2 57.92 | 3 89.61 | 3 184.40 |
| 2009年11月19日-22日    | ISUグランプリシリーズ スケートカナダ（キッチナー） | 3 32.18 | 4 51.18 | 4 82.28 | 3 165.64 |
| 2009年10月29日-11月1日 | ISUグランプリシリーズ 中国杯（北京）               | 5 30.40 | 9 41.11 | 4 80.36 | 6 151.87 |

| 2008-2009 シーズン  |                                                      |         |         |         |          |
| 開催日              | 大会名                                               | CD      | OD      | FD      | 結果     |
| 2009年2月2日-8日    | 2009年四大陸フィギュアスケート選手権（バンクーバー） | 5 30.62 | 5 53.33 | 5 84.81 | 5 168.76 |
| 2009年1月14日-18日  | カナダフィギュアスケート選手権（サスカトゥーン）     | 5 31.89 | 3 52.92 | 2 85.42 | 3 170.23 |
| 2008年11月27日-30日 | ISUグランプリシリーズ NHK杯（東京）                  | 7 28.70 | 7 46.58 | 7 75.82 | 7 151.10 |
| 2008年11月5日-9日   | ISUグランプリシリーズ 中国杯（北京）                 | 6 29.91 | 6 48.77 | 6 78.52 | 6 157.20 |

| 2007-2008 シーズン  |                                                        |          |          |          |           |
| 開催日              | 大会名                                                 | CD       | OD       | FD       | 結果      |
| 2008年3月17日-23日  | 2008年世界フィギュアスケート選手権（ヨーテボリ）       | 20 27.74 | 17 48.62 | 17 78.48 | 17 154.84 |
| 2008年2月11日-17日  | 2008年四大陸フィギュアスケート選手権（高陽）           | 5 30.94  | 5 54.95  | 4 88.47  | 5 174.36  |
| 2008年1月16日-20日  | カナダフィギュアスケート選手権（バンクーバー）         | 3 32.54  | 2 55.60  | 3 87.47  | 2 175.61  |
| 2007年11月15日-18日 | ISUグランプリシリーズ エリック・ボンパール杯（パリ）   | 7 27.47  | 7 46.99  | 6 79.74  | 7 154.20  |
| 2007年11月1日-4日   | ISUグランプリシリーズ スケートカナダ（ケベックシティ） | 8 25.07  | 8 45.74  | 5 77.96  | 6 148.77  |

| 2006-2007 シーズン   |                                                                  |          |          |          |           |
| 開催日               | 大会名                                                           | CD       | OD       | FD       | 結果      |
| 2007年3月19日-25日   | 2007年世界フィギュアスケート選手権（東京）                       | 18 25.76 | 23 42.58 | 20 71.80 | 20 140.14 |
| 2007年2月26日-3月4日 | 2007年世界ジュニアフィギュアスケート選手権（オーベルストドルフ） | 6 30.43  | 4 49.03  | 2 72.05  | 3 151.51  |
| 2007年1月15日-21日   | カナダフィギュアスケート選手権（ハリファックス）                 | 7 27.07  | 3 49.84  | 3 83.74  | 3 160.65  |
| 2006年10月19日-22日  | ISUジュニアグランプリ リベレツ（リベレツ）                       | 5 27.30  | 2 47.30  | 2 67.58  | 3 142.18  |
| 2006年10月12日-15日  | ISUジュニアグランプリ 台湾杯（台北）                             | 3 29.34  | 3 46.12  | 3 64.62  | 3 140.08  |

| 2005-2006 シーズン |                                                             |         |         |         |         |          |
| 開催日             | 大会名                                                      | CD1     | CD(CD2) | OD      | FD      | 結果     |
| 2006年1月7日-15日  | 全米フィギュアスケート選手権 ジュニアクラス（セントルイス） | 4 14.08 | 4 15.21 | 6 42.16 | 3 68.38 | 4 139.83 |
| 2005年10月6日-9日  | ISUジュニアグランプリ クロアチア杯（ザグレブ）              | -       | 6 25.37 | 5 40.63 | 7 57.91 | 5 123.91 |
| 2005年9月8日-11日  | ISUジュニアグランプリ アンドラ杯（カニーリョ）              | -       | 6 24.82 | 7 38.23 | 5 57.65 | 5 120.70 |

## プログラム使用曲
| シーズン  | RD | FD | EX |
| --------- | --- | --- | --- |
| 2018-2019 | タンゴ：リベル・タンゴ 作曲：アストル・ピアソラ 振付：イーゴリ・シュピリバンド | S.O.S. d'un terrien en détresse （ロックオペラ『スターマニア』より） 作曲：ミシェル・ベルジェ 作詞：リュック・プラモンドン 編曲：マキシム・ロドリゲス 振付：パスカーレ・カメレンゴ            | すてきな SOMEBODY 作詞・作曲：ジョージ・メリル、シャノン・ルビカム |
| シーズン  | SD | FD | EX |
| 2017-2018 | ボレロ：タンゴ 歌： ダイアン・リーヴス マンボ：Do You Only Wanna Dance （映画『ダンシング・ハバナ』より） 演奏：Julio Daivel Big Band feat. クコ・ペーニャ                                                                                          | Je suis malade （恋のやまい） 作詞：セルジュ・ラマ 作曲：アリス・ドナ 歌：ララ・ファビアン スパルタクスとフリーギアのアダージョ （バレエ『スパルタクス』より） 作曲：アラム・ハチャトゥリアン | ミュージカル『ゴースト』より アンチェインド・メロディ The Love Inside |
| 2016-2017 | ブルース：Black Velvet 曲：アランナ・マイルズ スウィング：Swingin' ボーカル：リアン・ライムスブルース：ザ・ウェイ・ユー・メイク・ミー・フィール ボーカル：ジュディス・ヒル ヒップホップ：デンジャラス ヒップホップ：ジャム 曲：マイケル・ジャクソン | アランフエス協奏曲 作曲：ホアキン・ロドリーゴ | Get Low 曲：ディロン・フランシスミュージカル『ゴースト』より アンチェインド・メロディ The Love Inside                                                                                      |
| 2015-2016 | 好きにならずにいられない ハートブレイク・ホテル 曲：エルヴィス・プレスリーワルツ：美しき青きドナウ ポルカ：アンネン・ポルカ 作曲：ヨハン・シュトラウス2世                                                                                           | On the Nature of Daylight 作曲：マックス・リヒター This Bitter Earth ボーカル：ダイナ・ワシントン Run 作曲：ルドヴィコ・エイナウディ                                                          | キッシング・ユー 映画『ロミオ+ジュリエット』より 曲：デズリーGet Low 曲：ディロン・フランシス                                                                                              |
| 2014-2015 | La Virgen de la Macarena | 四季 作曲：アントニオ・ヴィヴァルディ 編曲：マックス・リヒター | A Song for You 曲：ダニー・ハサウェイ |
| 2013-2014 | クイックステップ：映画『四十二番街』より 作曲：ハリー・ウォーレン | Alevare Maria de Buenos Aires Milonga de la anunciacion 作曲：ギドン・クレーメル、アストル・ピアソラ                                                                                          | テーマ：ファースト・ネイション Ly-O-Lay Ale Loya |
| 2012-2013 | 映画『サウンド・オブ・ミュージック』より エーデルワイス さようなら、ごきげんよう ドレミのうた ひとりぼっちの山羊飼い 私のお気に入り 作曲：リチャード・ロジャース、オスカー・ハマースタイン2世                                                       | Humanity in Motion 作曲：ネイサン・ラニエ | Shake It Out 曲：フローレンス・アンド・ザ・マシーン私は病気 ボーカル：ララ・ファビアン |
| 2011-2012 | ルンバ：ある恋の物語 演奏：ペレス・プラード サンバ：Batacuda by DJ Dero | 私は病気 ボーカル：ララ・ファビアン | Steppin' Out With My Baby ボーカル：トニー・ベネットVole ボーカル：セリーヌ・ディオンAt Last ボーカル：エタ・ジェイムスThe Prayer ボーカル：シャルロット・チャーチ、アンドレア・ボチェッリ |
| 2010-2011 | ワルツ：At Last ボーカル：エタ・ジェイムス Cheek to Cheek 作曲：アーヴィング・バーリン | 映画『ムーラン・ルージュ』より Sparkling Diamonds Come What May El Tango de Roxanne 作曲：クレイグ・アームストロング                                                                          | アイ・ラブ・ロックンロール 作曲：ジョーン・ジェット |
| シーズン  | OD | FD | EX |
| 2009-2010 | スパニッシュフラメンコ | オペラ座の怪人 作曲：アンドルー・ロイド・ウェバー | The Prayer ボーカル：アンドレア・ボチェッリ、シャルロット・チャーチ |
| 2008-2009 | Swing Brother Swing ミュージカル『スウィング!』より ハーレム・ノクターン 演奏：コンラッド・コーシュ & ジョナサン・スミス | 映画『ドクトル・ジバゴ』サウンドトラック 作曲：モーリス・ジャール | The Prayer ボーカル：アンドレア・ボチェッリ、シャルロット・チャーチ |
| 2007-2008 | Dorogoi Dlinnoyu 演奏：マーティン・ラス | ブルース・フォー・クルック 作曲：エディ・ルイス | Dorogoi Dlinnoyu 演奏：マーティン・ラス |
| 2006-2007 | Jeanne y Paul 作曲：アストル・ピアソラ ブエノスアイレスの夏 演奏：ラウル・ガレーロ | ある晴れた日に 歌劇『蝶々夫人』より 作曲：ジャコモ・プッチーニ | A Sunday Kind Of Love 作曲：エタ・ジェイムス |